# Назимов, Николай Игнатьевич
Николай Игнатьевич Назимов (1904-1943) — старший лейтенант Рабоче-крестьянской Красной Армии, участник Великой Отечественной войны, Герой Советского Союза (1944).

## Биография
Николай Назимов родился в 1904 году в деревне Алексеевское (ныне — Андреапольский район Тверской области). После окончания Холмского педагогического техникума в 1929 году работал учителем в сельской школе, затем инструктором районо. В 1941 году Назимов был призван на службу в Рабоче-крестьянскую Красную Армию и направлен в Военно-политическое училище. С июня 1942 года ― младший политрук 169-го армейского запасного стрелкового полка. В августе 1942 года назначен политруком 2-й пулемётной роты 687-го стрелкового полка 141-й стрелковой дивизии. В январе 1943 года был ранен. В апреле того же года вернулся в свою часть. В июне 1943 года назначен парторгом 2-го батальона своего полка. С августа по сентябрь 1943 года находился на лечении в госпитале по болезни.17 сентябрю 1943 года старший лейтенант Николай Назимов стал заместителем по политической части командира 3-го батальона 687-го стрелкового полка 141-й стрелковой дивизии 60-й армии Центрального фронта. Отличился во время битвы за Днепр.
29-30 сентября 1943 года Назимов во главе передовой группы переправился через Днепр и принял активное участие в боях за захват и удержание плацдарма на его западном берегу в районе хутора Дмитриевка Вышгородского района Киевской области Украинской ССР. Оказавшись в окружении, Назимов успешно организовал круговую оборону и вёл бой до подхода основных сил, сам был тяжело ранен. Скончался от полученных ранений 25 октября 1943 года. Первоначально был похоронен на месте боёв, позднее перезахоронен в братской могиле в селе Петровское Вышгородского района.
Указом Президиума Верховного Совета СССР от 3 июня 1944 года за «образцовое выполнение боевых заданий командования на фронте борьбы с немецкими захватчиками и проявленные при этом мужество и героизм» старший лейтенант Николай Назимов посмертно был удостоен высокого звания Героя Советского Союза. Также был награждён орденами Ленина и Отечественной войны 2-й степени.
В честь Назимова названа улица в Бологом.